# Defacement
Defacement (englisch für „Entstellung“ oder „Verunstaltung“) bezeichnet in der Informationstechnik das unberechtigte Verändern einer Website.

## Funktionsweise
Verunstaltet wird der eigentlich sichtbare Bereich der Webseite durch Cracker, indem fremde Texte oder Grafiken eingebunden werden.
Schadprogramme werden dabei in der Regel nicht verbreitet, da dies so lange wie möglich geheim und unbemerkt geschehen soll.

## Arten
Zum Verunstalten werden Sicherheitslücken in Webanwendungen und Webservern ausgenutzt, oder Passwörter durch Methoden wie Brute Force, Cross-Site Scripting, SQL-Injection oder Social Engineering zum Eindringen in Webspace oder das System verwendet. Die in der Vergangenheit veränderten Seiten können in verschiedenen Internet-Archiven abgerufen werden.
Einer der bekanntesten Fälle datiert aus der zweiten Hälfte der 1990er Jahre, als die Startseite der Central Intelligence Agency (CIA) gehackt wurde: Drei Tage lang war dort als Titel Central Idiots Agency (dt. Zentrale Idioten-Behörde) zu lesen.

## Motivation
Es gibt unterschiedliche Motive, in einen Server einzubrechen. Die Verunstaltung dient meist dazu, Ansehen in der Netzgemeinde zu erlangen oder im Rahmen eines Hacktivismus dem Seitenbetreiber einen Denkzettel zu verpassen. Neben öffentlichen Verunstaltungen, die von jedermann sichtbar wahrgenommen werden sollen, hinterlassen Hacker oft versteckte Codefragmente zum Beweis, dass sie bereits in der Seite (oder den Server) eingebrochen sind. Die eingesetzten Techniken werden daneben auch rechtmäßig eingesetzt (Hackits), um sich im Wettkampf mit anderen Hackern zu messen.